# Madōō Granzort
Madōō Granzort est un jeu de plates-formes pour un joueur type Shoot n' Jump, sorti en 1990 sur la PC Engine Supergrafx, et édité par Hudson Soft.
On y incarne l'un des trois robots guerriers du dessin animé, en alternant grâce au bouton RUN.
Le rouge est armé d'une épée et provoque des tremblements de terre, le vert tire à l'arc et peut voler, et le bleu est armé d'un bâton et peut se protéger en créant une bulle d'énergie. Des bonus renforcent la puissance des armes.
Le Jeu compte 7 niveaux, progressant vers les profondeurs (Surface ; Catacombes ; Ruines technologiques, Jungle souterraine ; Cave robotique ; Cave de glace ; Souterrain d'ossements)
Le but est de tuer les robots ennemis pour se frayer un chemin jusqu'au boss. Se faire toucher une fois est sanctionné par la perte d'une vie.
Granzort présente des graphismes riches et colorés, et surtout l'un des plus beaux scrolling parallaxe de l'époque.
À noter que le 1er niveau, chose originale pour l'époque, se déroule de droite à gauche.